# Cynops
Cynops Tschudi, 1838 è un genere di anfibi caudati d'acqua dolce appartenenti alla famiglia Salamandridae.

## Etimologia
"Cynops" deriva dal greco e significa "muso di cane". Questa traduzione non è comunque usata come nome comune di questo genere di tritoni, che sono invece generalmente conosciuti come "fire-belly newts", ovvero "'tritoni dal ventre di fuoco'" (a causa ovviamente della loro colorazione).

Va comunque specificato che il "tritone dal ventre di fuoco" vero e proprio sarebbe unicamente il Cynops pyrrhogaster ("pyrrhogaster" in greco significa appunto "ventre di fuoco").

## Tassonomia
Il genere Cynops comprende le seguenti specie:
- Cynops chenggongensis Kou and Xing, 1983
- Cynops cyanurus Liu, Hu, and Yang, 1962
- Cynops ensicauda (Hallowell, 1861)
- Cynops fudingensis Wu, Wang, Jiang, and Hanken, 2010
- Cynops glaucus Yuan, Jiang, Ding, Zhang, and Che, 2013
- Cynops orientalis (David, 1873)
- Cynops orphicus Risch, 1983
- Cynops pyrrhogaster (Boie, 1826)
- Cynops wolterstorffi (Boulenger, 1905)

## Distribuzione e habitat
Sono diffusi in Giappone. Il biotipo classico è caratterizzato da pozze, canali d'irrigazione, risaie e stagni. L'acqua in cui vivono è generalmente stagnante (o poco mossa), fresca e limpida; inoltre è popolata da numerose piante e abbondante microfauna (da piccole larve ad artropodi di una certa misura).

## Descrizione
Le specie di Cynops sono accomunate da una taglia tra i 6 ed i 18 cm di lunghezza totale.

Il colore preminente è sempre scuro, dal marroncino al nero, ma sul ventre (e a seconda della specie anche in altre parti del corpo) la colorazione va dal giallo al rosso. Questo spesso dipende anche dall'alimentazione, in quanto il colore è dovuto a carotenoidi non sintetizzati dal corpo dei Cynops, e dunque una dieta molto povera degli stessi porta a un vero e proprio "sbiadimento" del colore fino al giallo chiaro. Infine possono essere (e spesso lo sono) presenti macchie nere che coprono parte delle zone rosse o perlomeno il ventre.

La lunghezza, la forma (piatta o meno) e il colore (nella stagione riproduttiva spesso cambia) della coda variano con la specie.

Il dimorfismo sessuale dipende altresì dalla specie, anche se in linea generale le femmine sono più lunghe dei maschi e presentano una cloaca meno pronunciata.

## Biologia

### Alimentazione
Per forza di cose, si distingue l'alimentazione naturale da quella in cattività.

Gli esemplari adulti sono carnivori (principalmente insettivori). In natura le larve mangiano principalmente piccole larve di insetti e crostacei; gli adulti cacciano sul fondale e tra le piante molti animali, tra cui anellidi, molluschi, crostacei, insetti vari (occasionalmente mangiano anche piccoli anfibi, larve degli stessi, pesce, carogne).

In cattività agli adulti devono essere forniti maggiormente anellidi, larve e insetti (grillini, camole del miele, camole della farina e lombrichi in pezzi, larve di "zanzara rossa" (genere Chironomus); occasionalmente si può inoltre integrare con pezzetti di gamberi (che contengono carotenoidi per mantenere vivido il colore sul ventre), pesce (previa eliminazione della lisca), cuore di vitello e mangime per anfibi. I bocconi dovranno essere grandi al massimo quanto la testa dell'animale e bisogna inoltre evitare di alimentare i tritoni con larve di Sarcophaga carnaria, comunemente chiamate "bigattini", in quanto contengono cadaverine, tossiche.

In caso di vero e proprio allevamento, i girini di Cynops in cattività possono essere alimentati con piccole larve come quelle delle "zanzare nere" (genere Culex), con Drosofile o con minuscoli crostacei (Dafnie e Artemia Salina).

## Stato di conservazione
Cynops pyrrhogaster è esportato in tutto il mondo per il mercato dell'acquariofilia ed è considerato a rischio minimo (LC);  Cynops ensicauda vive soltanto su alcune piccole isole meridionali del Giappone ed è considerata specie in pericolo (EN).

## Curiosità
- I tritoni di questo genere, in alcuni paesi dell'Estremo Oriente, sono pescati a scopo culinario e venduti a caro prezzo.